# Valentina Mishak
Valentyna Hryhorivna Myshak (em ucraniano:  Валентина Григорівна Мишак; Tiraspol, 16 de janeiro de 1942) é uma ex-jogadora de voleibol da Ucrânia que competiu pela União Soviética nos Jogos Olímpicos de 1964.
Em 1964, ela fez parte da equipe soviética que conquistou a medalha de prata no torneio olímpico, no qual atuou em cinco partidas.